# Daran Norris
Daran Morrison Nordland (Ferndale, Washington; 1 de noviembre de 1964), conocido profesionalmente como Daran Norris, es un actor estadounidense. Ha participado en más de 80 películas, videojuegos y programas de televisión. Tuvo un papel recurrente como el defensor público Cliff McCormack en la serie de televisión de acción Veronica Mars. También representó a "Gordy" en la serie de Nickelodeon Ned's Declassified School Survival Guide.
Se graduó de la secundaria Ferndale High School, ubicada en Ferndale, Washington, en la clase de 1983.

## Vida personal
Norris actualmente dirige una escuela de artes escénicas en Texas con su esposo, Ray García, quien también es actor.Es miembro de la junta y director de Community Actors of South Texas.

## Filmografía

### Series animadas
- American Dad!: Jack Smith
- American Dragon: Jake Long: Voces adicionales (Temporada 2)
- Brandy & Mr. Whiskers : Anónimo voces.
- Clase de 3000: Salieri
- Codename: Kids Next Door: Conde Tundácula, señor Blanco, voces adicionales
- El laboratorio de Dexter: Otras Voces (Temporada 4)
- El Tigre: las aventuras de Manny Rivera: Emiliano Suárez, Sr. Aves
- Foster's Home for Imaginary Friends: Hombre Imaginario en el "Desafío de la Supercopa de amigos"
- Dibujos animados de Oh Yeah! Cartoons: Diversas voces (incluyendo Papá Turner, Cosmo, Jorgen Von Strangle, Narrador en "Súper Santa", hombres de jengibre, y Slap Pooch T.)
- Samurai Jack: X-49 en el Episodio L: "Historia de X-49" (sólo voz en este episodio)
- Star Wars: Clone Wars: Durge, voces adicionales
- The Adventures of Jimmy Neutron: Boy Genius: Varias voces
- Los padrinos mágicos: Señor Turner, Cosmo, Jorgen Von Strangle, Anti-Cosmo, voces adicionales
- La vida y obra de Juniper Lee: Steven las Sandman, voces adicionales
- Los Sustitutos: Dick Daring, voces adicionales
- The Spectacular Spider-Man: J. Jonah Jameson, Tinkerer
- W.I.T.C.H.: Tynar
- Transformers: Prime: KnockOut
- T.U.F.F. Puppy: Herbert "Jefe" Dumbrowski, El Camaleón, Jack Rabbit

### Series de televisión
- Ned's Declassified School Survival Guide: Gordy, conserje de la escuela.
- Veronica Mars: Cliff McCormack: un defensor público.
- N.Y.P.D. Blue: Drake Patterson: un abogado.
- CSI: Miami: Eddie Roberts: un agente de policía.
- The O.C.: Greg Harland: un camarero.
- Big Time Rush: Buddha Bob.
- Imagination Movers: Capitan Asombro; un superhéroe con problemas para volar.

### Películas
- Invisible Dad: Andrew Baily
- Comic Book: La Película: Comandante coraje / Bruce Easly
- Stargames: Happy
- Cowboy Bebop: La Película: Vincent Volaju, diversas voces (Doblado en inglés)
- Hobgoblins: Club escoria M.C.
- Howl no Ugoku Shiro: Otras voces (no acreditado)
- John Tucker debemos morir: locutor ("Cuestionario", Tráiler de cine)
- La película de Naruto: choque ninja en la Tierra de nieve: Sandayu Asama
- KND Operación: Z.E.R.O.: Conde Tundácula, Conserje
- Aero-Troopers: The Nemeclous Crusade: Voz
- Team America: Policía Mundial: Spottswoode
- El Gato en el sombrero: Locutor
- The Jimmy Timmy Power Hour: Cosmo, Papá Turner, Jorgen von Strangle
- The Jimmy Timmy Power Hour 2: When Nerds Collide: Cosmo, Papá Turner, Jorgen Von Strangle, Anti-Cosmo
- The Jimmy Timmy Power Hour 3: The Jerkinators: Cosmo, Papá Turner
- Los Padrinos Mágicos: La Película: Cosmo (voz animada), Sr. Turner
- A Fairly Odd Christmas: Cosmo, Sr. Turner
- Ben 10: Carrera contra el tiempo: Diamondhead

### Videojuegos
- Resistencia: Fall of Man: Capitán Winters
- Señor de los anillos: La comunidad del anillo: Aragorn
- Hack: Piros
- Código: Kids Next Door op. Videojuegos: contar Spankulot
- Dynasty Warriors 5: Lu Meng / De Pang (no acreditado)
- Dynasty Warriors 5: Xtreme Legends: Lu Meng / De Pang (no acreditado)
- Dynasty Warriors 5: Empires: Lu Meng / De Pang (no acreditado)
- Frente Misión 4 -: Dieter Bosch (no acreditado)
- Metal Arms: Glitch en el Sistema: el Coronel de aleación
- Naruto: Ultimate Ninja: Gato
- Nicktoons Unite!: Cosmo, Jorgen Von Strangle
- Nicktoons: Batalla por el volcán Isla: Cosmo
- Nicktoons: El ataque de los Toybots: Cosmo, Jorgen Von Strangle
- Tales of Symphonia: Rodyle, Shadow
- Tales of Legendia: Vaclav Bloud
- Radiata Stories: Genius
- Ratchet: Deadlocked: Dallas
- Star Wars: Caballeros de la Antigua República II: GO-A / voces adicionales
- Mano de Dios: Belze, viejo Samurai, varios villanos
- Hack / / G.U.: Piros la 3 ª, Salvador Aihara
- Spider-Man: Venom, Mysterio, Escorpión, El Punisher, Johnny Storm y el Capitán América.
- Spider-Man 2: Enter Electro: Shocker / Sandman / Dirección Pública / Profesor X / Escarabajo
- Star Ocean: Till the End of Time: Biwig
- Fairly OddParents - episodio: Breakin 'da Rules: Cosmo, Turner, Jorgen von Strangle, Crimson Chin, narrador de cómic
- Fairly OddParents - episodio: Shadow Showdown: Cosmo, Turner, Jorgen Von Strangle, Crimson Chin, señor Turner Robot
- Guerreros Orochi: Lu Meng (no acreditado)
- Transformers: Prime - The Game: KnockOut
- Vampire: The Masquerade – Bloodlines: Oficial Chunk, Simon, Cal.